# Belarus herrlandslag i ishockey

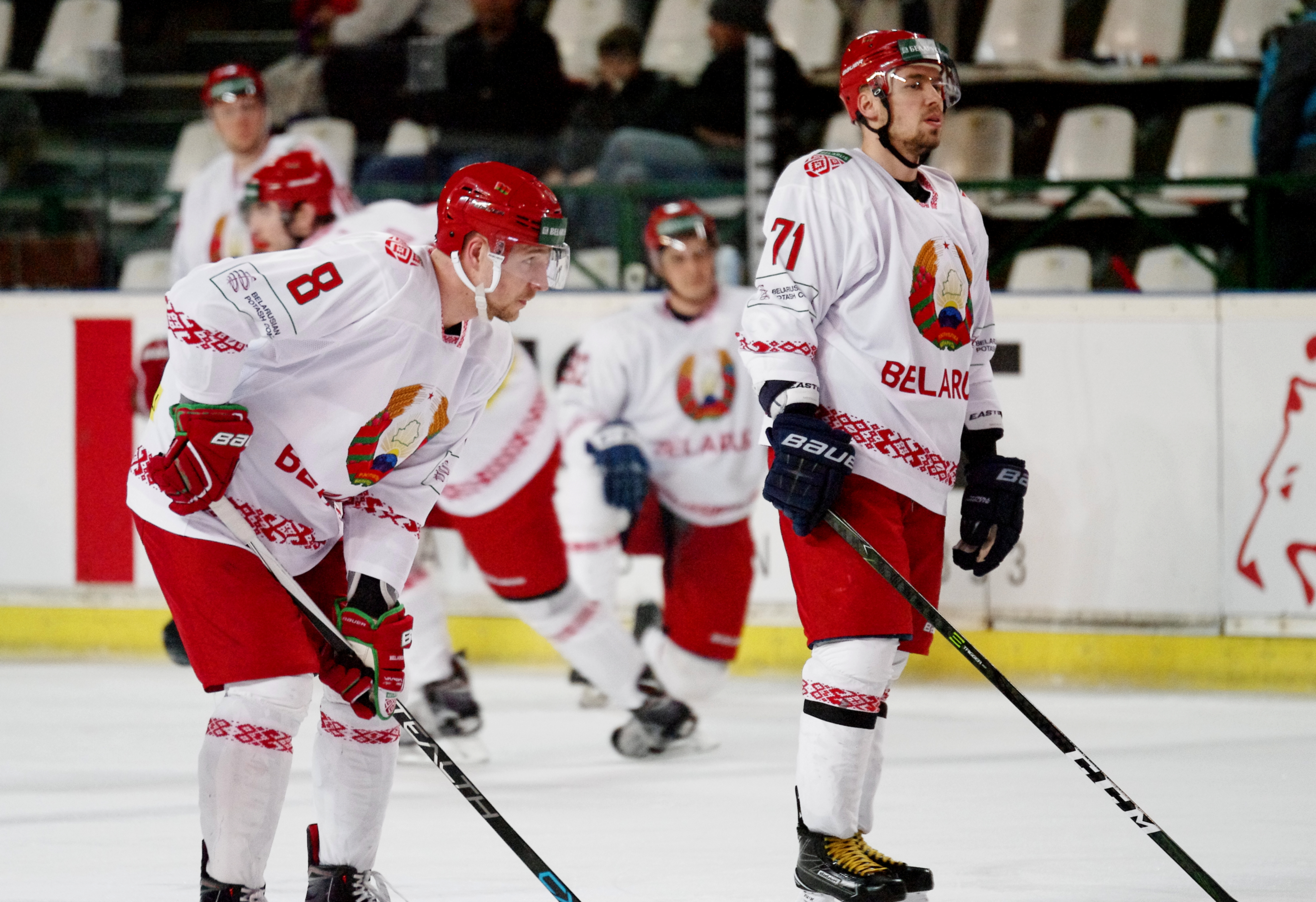
Spelare i Belarus landslag vid en landskamp mot Frankrike i Bordeaux i maj 2017.

Belarus herrlandslag i ishockey administreras av Belarus ishockeyfederation, och representerar Belarus (Vitryssland) i ishockey för herrar. Belarus har 2 850 ishockeyspelare inskrivna.
Ett av de större ögonblicken i Belarus ishockeyhistoria var då man blev fyra i den olympiska turneringen 2002 i Salt Lake City efter vinst mot Sverige i kvartsfinalen med 4-3.
I samband med Rysslands invasion av Ukraina i februari 2022 beslutade sig Internationella ishockeyförbundet för att stänga av Belarus och Ryssland från allt internationellt spel på obestämd tid.

## Profiler
- Michail Grabovskij
- Kanstantsin Kaltsoŭ
- Andrej Mezin
- Ruslan Salej
- Vladimir Kopat
- Andrej Kastsitsyn
- Siarhej Kastsitsyn
- Aleksej Kaljuzjnij

## OS-turneringar
- 1992 - OS i Albertville, Frankrike - deltog ej
- 1994 - OS i Lillehammer, Norge - deltog ej
- 1998 - OS i Nagano, Japan - sjua
- 2002 - OS i Salt Lake City, USA - fyra
- 2006 - OS i Turin, Italien - kvalificerade sig inte
- 2010 - OS i Vancouver, Kanada - nia
- 2014 - OS i Sotji, Ryssland - kvalificerade sig inte

## VM-turneringar
- 1993 - C-VM kval i Vitryssland (hemmaplan) - trea (sist), 2 matcher, 1 seger, 0 oavgjorda, 1 förlust, 4 gjorda mål, 5 insläppta mål, 2 poäng.
- 1994 - C-VM i Slovakien - tvåa (silver), 7 matcher, 6 segrar, 0 oavgjorda, 1 förlust, 61 gjorda mål, 9 insläppta mål, 12 poäng.
- 1995 - C-VM i Bulgarien - etta (guld), 4 matcher, 4 segrar, 0 oavgjorda, 0 förluster, 16 gjorda mål, 7 insläppta mål, 8 poäng.
- 1996 - B-VM i Nederländerna - trea (brons), 7 matcher, 5 segrar, 0 oavgjorda, 2 förluster, 29 gjorda mål, 18 insläppta mål, 10 poäng.
- 1997 - B-VM i Polen - etta (guld), 7 matcher, 7 segrar, 0 oavgjorda, 0 förluster, 48 gjorda mål, 21 insläppta mål, 14 poäng.
- 1998 - A-VM i Schweiz - åtta, 6 matcher, 2 segrar, 0 oavgjorda, 4 förluster, 17 gjorda mål, 23 insläppta mål, 4 poäng.
- 1999 - A-VM i Norge - nia, 6 matcher, 4 segrar, 1 oavgjord, 1 förluster, 16 gjorda mål, 10 insläppta mål, 9 poäng.
- 2000 - A-VM i Ryssland - nia, 6 matcher, 3 segrar, 0 oavgjorda, 3 förluster, 16 gjorda mål, 20 insläppta mål, 6 poäng.
- 2001 - VM i Tyskland - fjortonde, 6 matcher, 3 segrar, 1 oavgjord, 2 förluster, 14 gjorda mål, 15 insläppta mål, 7 poäng.
- 2002 - VM Division I i Nederländerna - etta (guld), 5 matcher, 5 segrar, 0 oavgjorda, 0 förluster, 45 gjorda mål, 10 insläppta mål, 10 poäng.
- 2003 - VM i Finland - fjortonde, 6 matcher, 2 segrar, 0 oavgjorda, 4 förluster, 10 gjorda mål, 17 insläppta mål, 4 poäng.
- 2004 - VM Division I i Norge - etta (guld), 5 matcher, 5 segrar, 0 oavgjorda, 0 förluster, 34 gjorda mål, 9 insläppta mål, 10 poäng.
- 2005 - VM i Österrike - tia, 6 matcher, 2 segrar, 0 oavgjorda, 4 förluster, 9 gjorda mål, 11 insläppta mål, 4 poäng.
- 2006 - VM i Lettland - sexa, 7 matcher, 4 segrar, 0 oavgjorda, 3 förluster, 23 gjorda mål, 14 insläppta mål, 8 poäng.
- 2007 - VM i Ryssland - elva, 6 matcher, 1 seger, 5 förluster, 0 sudden deaths-/straffläggningssegrar, 0 sudden deaths-/straffläggningsförluster, 19 gjorda mål, 31 insläppta mål, 3 poäng.
- 2008 - VM i Kanada - nia, 6 matcher, 1 seger, 2 förluster, 0 sudden deaths-/straffläggningssegrar, 3 sudden deaths-/straffläggningsförluster, 16 gjorda mål, 19 insläppta mål, 6 poäng.
- 2009 - VM i Schweiz - åtta, 7 matcher, 1 seger, 3 förluster, 3 sudden deaths-/straffläggningssegrar, 0 sudden deaths-/straffläggningsförluster, 14 gjorda mål, 18 insläppta mål, 9 poäng.
- 2010 - VM i Tyskland - tia, 6 matcher, 2 segrar, 3 förluster, 1 sudden deaths-/straffläggningsseger, 0 sudden deaths-/straffläggningsförluster, 12 gjorda mål, 13 insläppta mål, 8 poäng.
- 2011 - VM i Slovakien - fjortonde, 6 matcher, 2 segrar, 3 förluster, 0 sudden deaths-/straffläggningssegrar, 1 sudden deaths-/straffläggningsförlust, 20 gjorda mål, 19 insläppta mål, 7 poäng.
- 2012 - VM i Finland/Sverige - fjortonde, 7 matcher, 1 seger, 6 förluster, 0 sudden deaths-/straffläggningssegrar, 0 sudden deaths-/straffläggningsförluster, 11 gjorda mål, 23 insläppta mål, 3 poäng.
- 2013 - VM i Sverige/Finland - fjortonde, 7 matcher, 1 seger, 6 förluster, 0 sudden deaths-/straffläggningssegrar, 0 sudden deaths-/straffläggningsförluster, 10 gjorda mål, 21 insläppta mål, 3 poäng.
- 2014 - VM i Vitryssland (hemmaplan) - sjua, 8 matcher, 4 segrar, 4 förluster, 0 sudden deaths-/straffläggningssegrar, 0 sudden deaths-/straffläggningsförluster, 20 gjorda mål, 20 insläppta mål, 12 poäng.
- 2015 - VM i Tjeckien - sjua, 8 matcher, 4 segrar, 2 förluster, 0 sudden deaths-/straffläggningssegrar, 2 sudden deaths-/straffläggningsförluster, 20 gjorda mål, 28 insläppta mål, 14 poäng.
- 2016 - VM i Ryssland - tolva, 7 matcher, 2 segrar, 5 förluster, 0 sudden deaths-/straffläggningssegrar, 0 sudden deaths-/straffläggningsförluster, 16 gjorda mål, 32 insläppta mål, 6 poäng.
- 2017 - VM i Tyskland/Frankrike - trettonde, 7 matcher, 2 segrar, 4 förluster, 0 sudden deaths-/straffläggningssegrar, 1 sudden deaths-/straffläggningsförlust, 15 gjorda mål, 27 insläppta mål, 7 poäng.

## VM-statistik

### 1993-2006
| VM-Turneringar    | Matcher | Segrar | Oavgjorda | Förluster | Gjorda mål | Insläppta mål | Poäng |
| ----------------- | ------- | ------ | --------- | --------- | ---------- | ------------- | ----- |
| A-VM              | 43      | 20     | 2         | 21        | 105        | 110           | 42    |
| B-VM/Division I   | 24      | 22     | 0         | 2         | 156        | 58            | 44    |
| C-VM/Division II  | 11      | 10     | 0         | 1         | 77         | 16            | 20    |
| D-VM/Division III | 0       | 0      | 0         | 0         | 0          | 0             | 0     |

### 2007-
| VM-Turneringar | Matcher | Segrar | Förluster | Sudden deaths-/Straffläggningssegrar | Sudden deaths-/Straffläggningsförluster | Gjorda mål | Insläppta mål | Poäng |
| -------------- | ------- | ------ | --------- | ------------------------------------ | --------------------------------------- | ---------- | ------------- | ----- |
| VM             | 75      | 21     | 43        | 4                                    | 7                                       | 173        | 251           | 78    |
| Division I     | 0       | 0      | 0         | 0                                    | 0                                       | 0          | 0             | 0     |
| Division II    | 0       | 0      | 0         | 0                                    | 0                                       | 0          | 0             | 0     |
| Division III   | 0       | 0      | 0         | 0                                    | 0                                       | 0          | 0             | 0     |

- ändrat poängsystem efter VM 2006, där seger ger 3 poäng istället för 2 och att matcherna får avgöras genom sudden death (övertid) och straffläggning vid oavgjort resultat i full tid. Vinnaren får där 2 poäng, förloraren 1 poäng.